# Leonhard Kaupisch
Leonhard Kaupisch (1 de septiembre de 1878-26 de septiembre de 1945) fue un General der Flieger alemán, cuyo servicio militar abarcó casi cinco décadas. Es más conocido por sus acciones durante la Segunda Guerra Mundial, principalmente como comandante militar de Dinamarca.

## Carrera inicial
Ingresó al ejército en 1898 y fue promovido a Leutnant en 1899. De 1907 a 1909 completó su formación en la academia de guerra en Lichterfelde y luego fue nombrado a Oberleutnant. Desde 1911 sirvió con el estado mayor en Berlín. En 1914 fue ascendido al rango de Hauptmann.

## Primera Guerra Mundial
Durante la Primera Guerra Mundial Kaupisch fue utilizado en diferentes posiciones en el estado mayor y aumentó gradualmente en los índices y en 1917 ascendió a mayor. También recibió la Cruz de hierro 2.ª Clase y Orden de Hohenzollern en el mismo periodo.

## Periodo de Entreguerras
Después de la Primera Guerra Mundial, se trasladó al nuevo Reichswehr y fue asignado al Gruppenkommando 2 en Kassel. En 1923 estuvo a cargo del 7. (Bayer.) regimiento de artillería y fue promovido a Oberstleutnant. A partir de ahí se trasladó a la escuela de artillería en Jüterbog donde en 1927 fue nombrado Oberst. Continuó su carrera en artillería hasta que partió en 1932 de su puesto con el nivel de Generalleutnant.
El 1 de abril de 1934 se unió a la Luftwaffe donde en diciembre de 1935 fue nombrado General der Flieger. A finales de marzo de 1938, se apartó de la Luftwaffe, pero a inicios de 1939 se unió nuevamente al ejército.

## Segunda Guerra Mundial
A mediados de septiembre de 1939, fue gobernador militar de Danzig-oeste de Prusia. A finales de 1939, su personal fue adoptado a Höheres Kommando XXXI. Fue dirigente de esta orden el 9 de abril de 1940 llevando a cabo la Operación Weserübung, forzando la ocupación de Dinamarca. Los folletos OPROP! con una llamada para refrenar la resistencia qué aviones alemanes cayeron durante la madrugada fueron firmados por Kaupisch.
Hasta el 1 de junio de 1940 fue comandante supremo de las tropas alemanas en Dinamarca. Después continuó en la reserva del ejército como general de artillería hasta su jubilación el 10 de abril de 1942.

## Posguerra
Anticipando el fin inminente del Tercer Reich, Kaupisch y su familia dejaron su casa en el barrio de clase alta de Eichkamp en Westend, Berlín y se mudó a Bad Berka, una ciudad balneario que está a aproximadamente 10 km al sur de Weimar. Allí,  vivió tranquilamente el fin de la guerra y la rendición de Alemania en mayo de 1945, después de que la ciudad fuese capturada por las tropas estadounidenses. Ese verano, fue también entrevistado por un periodista danés quién notó que el general retirado había adaptado al estilo de vida pacífico. Cuándo, sin embargo, la región de Weimar se convirtió en parte del territorio soviético, el envejecido Kaupisch fue arrestado y lo forzaron a marchar por toda la ciudad, ante el inmenso calor que había. Su condición empeoró por las condiciones ásperas de su cautividad, y a pesar de que a su esposa se le permitió cuidar de él en el campamento POW, Kaupisch murió unas pocas semanas después de su 67.º cumpleaños, el 26 de septiembre de 1945.

## Premios y condecoraciones
- Cruz de hierro de 1914, 1.º y 2.ª clase
- Orden de Hohenzollern con Espadas
- Orden del águila Roja, 4.ª clase (Prusia)
- Orden de la Corona, 4.ª clase (Prusia)
- Orden de Alberto, 2.ª clase con Espadas (Sajonia)
- Orden de Federico, 1.ª clase con Espadas (Württemberg)
- Cruz Hanseática de Hamburgo y Bremen
- Orden de la Casa Ernestina de Sajonia, 1.ª clase con Espadas
- Cruz de Honor, 3.ª clase con espadas y corona (Reuss)
- Cruz al Mérito de guerra (Lippe)
- Orden del Halcón blanco, 2.ª clase con Espadas (Weimar)
- Premio de servicio (Prusia)
- La placa de observador de aire
- Cruz al Mérito militar, 3.ª clase con Decoración de Guerra (Austria-Hungría)
- Cruz de honor de la Guerra Mundial 1914/1918 con Espadas
- Wehrmacht Premio de Servicio largo con Hoja de Roble, 4.º a 1.ª clase
- Broche de la Cruz de Hierro, 1.º y 2.ª clase